# Nizka napetost
Nizka napetost v elektrotehniki se kot izraz uporablja za oskrbo z električno energijo za industrijo in dom, na splošno temelji na uporabni napetosti. Pomen izraza nizka napetost je nekoliko drugačen, ko se uporablja v zvezi s prenosom električne energije do porabnikov. V zvezi z oskrbo električne energije se nizka napetost najpogosteje nanaša na omrežno napetost.
Nizko napetostna omrežja so tista omrežja,ki prenašajo električno energijo od transformatorjev do uporabnikov.Na to napetost se direktno priključujejo porabniki v gospodinjsvu (230V/400V) in industriji (400V, 500V, 750V, 1000V )
Za nizko napetost je značilna nevarnost električnega udara, vendar z manjšo nevarnostjo električnega preboja po zraku.

## Nevarnost
Pri prenosu električne energije nizke napetosti lahko pride do električnega preboja (vremenski pojavi), v zelo malo primerih pride do preboja po zraku.
Pri prenosu električne energije male napetosti je zelo majhna možnost električnega udara.
Pri prenosu električne energije visoke napetosti iskrenje znatno poveča tveganje in povzroča nevarnost.